# Pantelimon (Boekarest)

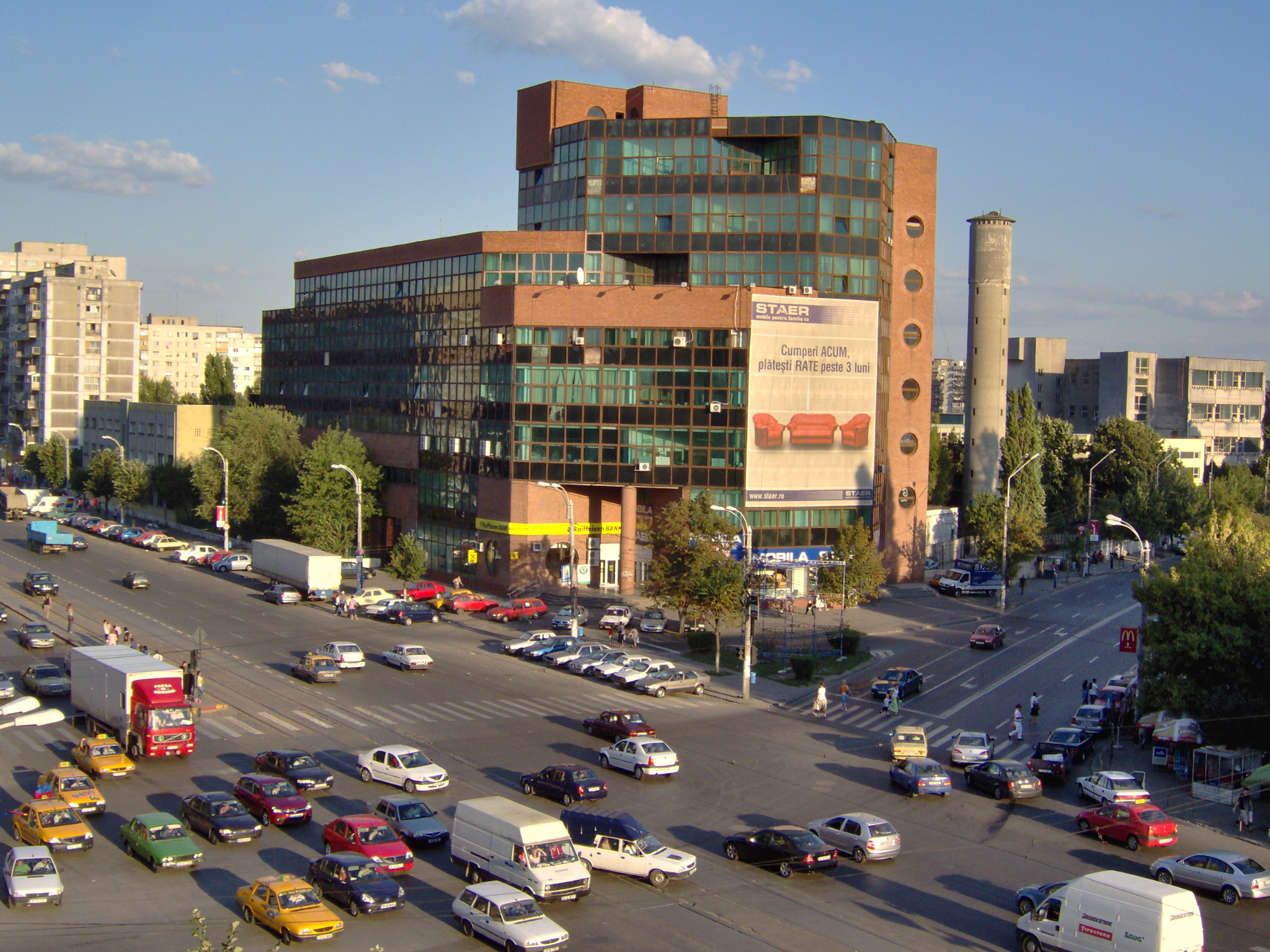
Pantelimon

Pantelimon is een wijk in het noordoosten van de Roemeense hoofdstad Boekarest. Een voorstadje van Boekarest heet ook Pantelimon.
De wijk is genoemd naar St.-Pantelimon en bezit het grootste voetbalstadion van Roemenië, Lia Manoliu. Pantelimon Avenue, de belangrijkste weg van de wijk, loopt door naar de Zwarte Zee.
Pantelimon heeft, zoals Ferentari, erg veel criminaliteit waardoor het een slechte reputatie in de stad heeft.
Districten: Sector 1 · Sector 2 · Sector 3 · Sector 4 · Sector 5 · Sector 6

Wijken: Băneasa · Berceni · Centru Civic · Colentina · Cotroceni · Crângași · Dristor · Drumul Taberei · Dudești · Ferentari · Floreasca · Giulești · Iancului · Lipscani · Militari · Obor · Olteniţei · Pantelimon · Pipera · Rahova · Tei · Titan · Văcăreşti · Vitan